# Arndt Simon
Arndt Simon (* 14. Januar 1940 in Dresden) ist ein deutscher Chemiker.

## Leben
Arndt Simon studierte an der Westfälischen Wilhelms-Universität in Münster Chemie, wo er 1966 promoviert wurde (Präparative und strukturelle Untersuchungen an niederen Niobhalogeniden mit Men-Gruppen). Fünf Jahre später habilitierte er sich im Fach Anorganische Chemie. Ab 1974 war er Direktor am Max-Planck-Institut für Festkörperforschung in Stuttgart, seit 1975 außerdem Honorarprofessor an der Universität Stuttgart.

## Forschung
Die Arbeitsgruppe von Simon beschäftigte sich u. a. mit Metall-Metall-Bindungen in der Hauptgruppenchemie. Daneben wurden metallreiche Verbindungen wie Aluminide, Boride, Halogenide und Oxide der Übergangsmetalle dargestellt. Insbesondere ist auch die Synthese von Suboxiden zu erwähnen. Theoretisch untermauert wurden diese Untersuchungen durch das Vorlegen eines Cluster-Konzeptes.

## Auszeichnungen
- Preis des Fonds der Chemischen Industrie (FCI), 1971
- Akademiepreis für Chemie, Akademie der Wissenschaften zu Göttingen, 1972
- Wilhelm-Klemm-Preis, Gesellschaft Deutscher Chemiker, 1985
- Otto-Bayer-Preis, 1987
- Gottfried-Wilhelm-Leibniz-Preis, Deutsche Forschungsgemeinschaft, 1990
- Centenary Medal der Royal Society of Chemistry (GB), 1997
- Ehrendoktorwürde der Technischen Universität Dresden, 1998
- Ehrendoktorwürde der Universität Karlsruhe, 1998
- Ehrendoktorwürde der Universität Stockholm, 2001
- Ehrendoktorwürde der Universität Rennes I, 2002
- Liebig-Denkmünze der Gesellschaft Deutscher Chemiker, 2004
- Terrae-Rarae-Preis (Tage der Seltenen Erden), 2011

## Mitgliedschaften
- korrespondierendes Mitglied der Akademie der Wissenschaften und der Literatur Mainz[1], 1989
- ordentliches Mitglied der Heidelberger Akademie der Wissenschaften, 1990
- Mitglied der Academia Europaea, 1990
- Mitglied der Russischen Akademie der Wissenschaften, 1992
- auswärtiges Mitglied der Académie des sciences de l’Institut de France, 1998
- Mitglied der Deutschen Akademie der Naturforscher Leopoldina, 1998[2]
- Ehrenmitglied der Chemical Research Society of India, 2003
- Mitglied der World Innovation Foundation, 2003

## Schriften
- Chemie und Physik von Festkörpern – verschiedene Blickwinkel, gleiche Anliegen. Am Beispiel der Alkalimetall-Suboxide und der Hochtemperatur-Supraleiter, Chemie in unserer Zeit, Band 22, 1988, Nr. 1, 1–8
- Neue Entwicklungen in der Chemie metallreicher Verbindungen, Westdeutscher Verlag, Opladen 1984